# Vimpel-Communications
PJSC Vimpel-Communications (russo ПАО «Вы́мпел-Коммуника́ции» o ПАО «ВымпелКом»; in breve PJSC VimpelCom), comunemente nota come Vimpel-Communications o VimpelCom, è una società di telecomunicazioni russa fondata nel 1992 quando i suoi co-fondatori, il Dr. Dmitry Zimin e Augie K. Fabela II si unirono per aprire la strada all'industria mobile russa. Augie Fabela, allora giovane imprenditrice statunitense, e il dottor Zimin, uno scienziato russo cinquantenne, lanciarono insieme il marchio Beeline.
PJSC VimpelCom è interamente di proprietà di VimpelCom Ltd., ed è il terzo operatore wireless e il secondo operatore di telecomunicazioni in Russia. I principali concorrenti di VimpelCom in Russia sono Mobile TeleSystems e MegaFon.
La sede centrale di VimpelCom si trova a Mosca. Nel periodo 1996-2010, quotato come NYSE: VIP. È interamente di proprietà di VimpelCom Ltd.